# Amalia Nathansohn
Amalia Nathansohn Freud (Brody, 18 de agosto de 1835 – Viena, 12 de setembro de 1930) foi a terceira esposa de Jacob Freud e mãe de Sigmund Freud.

## Vida
Ela nasceu em Brody, Reino da Galícia e Lodomeria filha de Jacob Nathanson e Sarah Wilenz e mais tarde cresceu em Odessa, de onde sua mãe veio (ambas cidades localizadas na atual Ucrânia). Ela era casada com Jacob Freud. Amalia Freud morreu em Viena aos 95 anos de tuberculose.

## Filhos
Em 6 de maio de 1856, quando Amalia Freud tinha 20 anos, ela deu à luz seu primeiro filho, Sigmund Schlomo Freud, um famoso neurologista e fundador da psicanálise.
Incluindo Sigmund, ela teve 8 filhos com seu marido Jacob Freud; no entanto, seus outros filhos não são tão famosos quanto seu irmão mais velho. Eles são enumerados abaixo na ordem consecutiva de nascimento:
- Julius (nascido em abril de 1857, falecido em dezembro daquele ano)
- Anna (nascida em 31 de dezembro de 1858, falecida em 11 de março de 1955)
- Regine Debora (Rosa) (nascida em 21 de março de 1860, deportada para Treblinka em 23 de setembro de 1942)
- Marie (Mitzi) (nascida em 22 de março de 1861, deportada para Treblinka em 23 de setembro de 1942)
- Esther Adolfine (Dolfi) (nascida em 23 de julho de 1862 - falecida em 5 de fevereiro de 1943 em Theresienstadt)
- Pauline Regine (Pauli) (nascida em 3 de maio de 1864, deportada para Treblinka em 23 de setembro de 1942)
- Alexander Gotthold Efraim (nascido em 19 de abril de 1866, falecido em 23 de abril de 1943)

## Personalidade
Amalia era considerada por seus netos uma personalidade inteligente, obstinada, temperamental, mas egoísta. Ernest Jones a via como animada e bem-humorada, com um forte apego ao filho mais velho, a quem ela chamava de "mein goldener Sigi".

### Relacionamento com o filho mais velho
Assim como Amália idolatrava o filho mais velho, há evidências de que este, por sua vez, idealizou sua mãe, cujo domínio dominador sobre sua vida ele nunca analisou totalmente. No entanto, ele contou uma viagem de trem com ela aos 4 anos de idade entre suas primeiras memórias e também relembrou sua instrução em leitura e escrita em alemão. Mais tarde na vida, ele chamaria o relacionamento mãe-filho de "o mais perfeito, o mais livre de ambivalência de todos os relacionamentos humanos. Uma mãe pode transferir para seu filho a ambição que ela foi obrigada a suprimir em si mesma". Sua tendência de se separar e repudiar elementos hostis na relação se repetiriam com figuras marcantes de sua vida como sua noiva e Wilhelm Fliess.